# La Chapelle (metropolitana di Parigi)
La Chapelle è una stazione della metropolitana di Parigi situata sulla linea 2. È anche collegata alla Gare du Nord e alla stazione metropolitana Gare du Nord sulle linee 4 e 5.
Prende il nome da un villaggio che fu poi annesso a Parigi nel 1860, che a sua volta aveva preso il nome da una cappella in onore di Santa Genoveffa, costruita nel VI secolo.